# Richard Ellerkmann
Richard Ellerkmann (* 6. Juni 1928 in Duisburg) ist ein ehemaliger deutscher Botschafter.

## Leben
Richard Ellerkmann machte 1948 sein Abitur am Steinbart-Gymnasium in Duisburg. Von 1948 bis 1950 war Ellerkmann Bergbaubeflissener und studierte Bergbau an der RWTH Aachen. Ein Rechtswissenschaftsstudium an der Universität Bonn von 1950 bis 1954 schloss er mit dem ersten Staatsexamen ab. In Bonn wurde er Mitglied des Corps Brunsviga München zu Bonn (heute Rhenania-Brunsviga Erlangen). Von 1955 bis 1956 studierte er Literatur, Geschichte und Volkswirtschaft am University College der University of Toronto, und schloss das Studium mit einem Bachelor of Arts ab. 1961 legte Ellerkmann das zweite juristische Staatsexamen ab. Von 1961 bis 1963 war Ellerkmann in dem Rechtsanwaltsbüro Lord Day & Lord in New York City beschäftigt.
1961 wurde Ellerkmann zum Doktor der Rechtswissenschaften promoviert. Ellerkmann trat 1963 in den Auswärtigen Dienst ein. Von 1963 bis 1968 war er erster Sekretär und Kulturreferent in Teheran. Von 1968 bis 1971 wurde er im Auswärtigen Amt in Bonn beschäftigt. Von 1971 bis 1974 war Ellerkmann in Warschau Botschaftsrat und Leiter der Rechts- und Konsularabteilung.
Von 1974 bis 1977 war Ellerkmann Botschafter in Uganda. Ende 1973 hatte die Regierung der USA ihre Botschaft in Kampala geschlossen, die Schutzmachtvertretung für Staatsbürger der USA übernahm die Botschaft der Bundesrepublik Deutschland. Der britische Staatsbürger Denis Hills schrieb das Buch The White Pumpkin, in welchem er Idi Amin einen „schwarzen Nero“ und einen Dorftyrannen bezeichnete. Amin ließ ihn im April 1975, wegen Hochverrates zum Tod durch ein Erschießungskommando verurteilen. Er wurde später begnadigt und konnte am 10. Juli 1975 mit Außenminister Callaghan ausreisen. Ellerkmann hat die Briten in ihren Bemühungen um die Freilassung Hills unterstützt. Für sein Engagement wurde Ellerkmann vom britischen Premierminister Harold Wilson in einem Brief an den deutschen Bundespräsidenten Walter Scheel gelobt. Andererseits wurde eine zu große Nähe Ellerkmanns zu Idi Amin kritisiert.
Von 1969 bis zum 25. Januar 1971, unter der Regierung Milton Obote nutzte die Regierung von Golda Meir Uganda als Transferland zur Unterstützung der Anya-Nya im Südsudan. Aus dieser Zeit war Rolf Steiner dem damaligen Verteidigungsminister Idi Amin bekannt. Rolf Steiner stand auf den Fahndungslisten der „Einheit für öffentliche Sicherheit“ in Kampala. Zwei westdeutsche Geschäftsmänner wurden Ende 1975 von den Sicherheitskräften der Gruppe von Steiner zugeordnet und fünf Tage im Zentralgefängnis von Kampala festgehalten. Ellerkmann wurde daraufhin mehrfach beim ugandischen Außenminister vorstellig und konnte durch seine Intervention die Freilassung der beiden Männer erwirken. Um die Ausreise der Frau und der Kinder eines der Betroffenen nicht zu gefährden, hat Ellerkmann beim Auswärtigen Amt angeregt, eine deutsche Tageszeitung zu bitten, die Berichterstattung vorübergehend auszusetzen. Der Arbeitgeber der Inhaftierten hat sich nach Abschluss der Angelegenheit beim Auswärtigen Amt für den Einsatz der Botschaft bedankt.
Die Regierung von Idi Amin versuchte die Todesumstände des am 16. Februar 1977 verhafteten Janani Luwum und zweier ugandischer Minister zu verschleiern, worüber Ellerkmann am 19. Februar 1977 berichtete.

„Angesehene Vertreter Gastlandes habe in Gesprächen mit westlichen Diplomaten anklingen lassen, daß man Schritte zumindest der westlichen Länder erwarte, um Terror-Regime Amins ein Ende zu setzen oder zumindest wegen der Ermordung Erzbischofs und zwei Minister anzuprangern“

 Ellerkmann empfahl, eher über die Vereinten Nationen oder die Europäische Gemeinschaft zu handeln.
Ein Motiv von Ellerkmann einen Verbleib in Uganda zu befürworten war, dass er das Feld nicht den Vertretern der Sowjetunion und "extremen Arabern" überlassen wollte. Er war außerdem der Ansicht:

„Solange 350 Amerikaner und Deutsche im Land sind, kann man seiner Verantwortung für diese Menschen nur gerecht werden, wenn Botschaft voll besetzt ist.... Darüber hinaus sollten wir uns den 11 Millionen Ugandern, die zu 80 % christlich sind, verantwortlich fühlen. Je mehr westliche Länder sich zurückziehen, desto hilfloser werden diese Menschen Amins Terror ausgeliefert sein.“

1977 wurde Ellerkmann in der Zentrale mit der Leitung des Referates Öffentlichkeitsarbeit im Leitungsstab beauftragt, bis er 1980 nach der Unabhängigkeit Simbabwes die neu eröffnete Botschaft in Harare übernahm.
Von 1983 bis 1987 leitete Ellerkmann ein Referat in der Personalabteilung des Auswärtigen Amtes. 1987 folgte die Versetzung als Botschafter nach Bagdad, wo Ellerkmann zwei Golfkriege erlebte und mit der Evakuierung von 450 deutschen Geiseln beauftragt war. Bundeskanzler a. D. Willy Brandt lobte Ellerkmann für seinen Einsatz bei der Rettung der Geiseln.
1991 übernahm Ellerkmann die Botschaft in Ottawa (Kanada), bis er 1993 wegen Erreichen der Altersgrenze in den Ruhestand ging.
Von 1993 bis 1995 war Ellerkmann in einer Anwalts-Sozietät in Schwerin als Rechtsanwalt beschäftigt. Von November 1995 bis Februar 1996 leitete Ellerkmann eine Beobachtergruppe der EU bei den Parlamentswahlen im Gazastreifen. Von August bis September 1996 überwachte Ellerkmann die Wahlen in Bosnien und Herzegowina für die Organisation für Sicherheit und Zusammenarbeit in Europa (OSZE). Von Januar 1997 bis April 1998 war Ellerkmann stellvertretender Leiter der OSZE Vertretung in Sarajevo und von Oktober 1998 bis Herbst 1999 diente Ellerkmann als Deputy High Representative in Mostar.
In den Jahren 2002 und 2003 war er zeitweilig als Berater der Palästinensischen Autonomiebehörde in Ramallah tätig.
Ellerkmann ist verheiratet und hat fünf Kinder.
Im Jahr 2019 veröffentlichte Ellerkmann seine Autobiografie „Ein wechselvolles Leben“. Im Januar 2023 verfasste er „Zehn Thesen für die friedliche und fortschrittliche Zukunft Europas“.

## Organisationen
Ellerkmann war in seiner Heimatgemeinde Wachtberg von 1984 bis 1987 als Ratsmitglied und Vorsitzender des Schulausschusses tätig. Von 2001 bis 2005 versah er das Amt eines Schiedsmannes.
Ellerkmann ist seit 1963 Mitglied der FDP und Gründungsmitglied der Deutsch-Simbabwesche Gesellschaft sowie Mitglied ihres Präsidiums.
Ellerkmann ist Rechtsritter des Johanniterordens und Inhaber des Bundesverdienstkreuzes I. Klasse.

## Schriften
- Schafft die Vereinigten Staaten von Europa. Tolino Media, 2023.
- Ein wechselvolles Leben. Bergmann, Botschafter, Berater. Osiandersche Buchhandlung, Tübingen 2019.
- Nachkriegsentwicklung: Wahlen 1996-1999. Wegweiser zur Geschichte Bosnien-Herzegowina, 2. Auflage 2007.